# Slachta Margit
Zadjeli Slachta Margit Borbála (vezetékneve Schlachta formában is előfordul, Kassa, 1884. szeptember 18. – Buffalo, New York, 1974. január 6.) magyar katolikus szerzetesnő, a Szociális Testvérek Társaságának megalapítója, keresztény feminista politikus, az első magyar női országgyűlési képviselő. Az elvei melletti bátor kiállása miatt szállóigévé vált róla, hogy „ő az egyetlen férfi a Nemzetgyűlésben”.

## Élete
A római katolikus nemesi származású zadjeli Slachta család sarja. Vezetékneve lengyelül a lengyel nemesi osztály megnevezése (szlachta), ami vélhetően nagyban hozzájárult ahhoz, hogy neve hol németes (Schlachta), hol magyaros (Slachta) kiejtés szerinti (át)írásban fordul elő (később álnévként is ezért választotta a Nemes vezetéknevet).

### Családja és származása
Lengyel származású felvidéki nemesi családba született. Öt leánytestvére közül négyen érték meg a felnőttkort. Apja, zadjeli Slachta Kálmán (1857–1936), a Kassai Takarékpénztár vezérigazgatója, anyja, sárosi Saárossy Borbála (1855–1936). Apai nagyszülei zadjeli Slachta Miksa (1820–1893), hites ügyvéd, Nyitra vármegye fő-pénztárnoka, és apaji Szászy Antónia (1821–1905) voltak. Anyai nagyszülei sárosi Saárossy Ferenc, kassai magyar királyi bányatanácsos, és Klempay Mária (1821–1884) voltak. Leánytestvérei, mindnyájuk hajadonként hunyt el: Slachta Irén (1888–1970), a new yorki Fordham Egyetem tanára, Slachta Borbála (1891–1961) székesfővárosi tanítónő, valamint Slachta Alice (1896–1988), aki a Szociális Testvérek szekszárdi házát vezette, majd a második világháború után kivándorolt az Amerikai Egyesült Államokba.

### Fiatalkora
Miután a felső leányiskolát szülővárosában, a tanítóképzőt Kalocsán elvégezte, németországi tanulmányútja után a győri polgári leányiskolában tanított 1906–1907-ben, majd Budapesten, a II. kerületi tanítóképzőben. Amikor apja, 1908-ban meggondolatlan üzletpolitikája miatt válságba került, több gyermekével együtt kivándorolt az Amerikai Egyesült Államokba. Margit itthon maradt, de abbahagyta a tanítást, hogy a szociális munkának éljen. Az év elején az Országos Katolikus Nővédő Egyesület Berlinbe küldte „munkásnőtitkári” tanfolyamra, ahonnan visszatérve már maga is egy nővédő szociális tanfolyam előadója lett. November 19-én az elsők között lépett be a Farkas Edith (1877–1942) által alapított Szociális Missziótársulatba.

### Politikai pályán
1915-ben szociális iskolát nyitott, majd 1915. március 25-től A Keresztény Nő című katolikus egyesületi lapot szerkesztette. 1918 márciusában a lap neve Magyar Nőre változott, ami alcíme szerint A keresztény feminizmus lapja volt. Maga is cikkek sorozatát publikálta az újságban. A Keresztényszocialista Párt tagja volt, amikor az a Katolikus Néppárttal egyesülve 1918 februárjában létrehozta a Keresztényszociális Néppártot; az új pártnak szintén tagja lett, de október 28-tól már az általa szervezett Keresztény Női Tábor élén állt.
1920. február 26-án a Keresztény Nemzeti Egyesülés Pártja (KNEP) vezetése a kiírt időközi választásra abszolút többséggel elfogadta a párt hivatalos jelöltjének, aminek tagja is lett. 1920. március 25-én a főváros I. kerületében nemzetgyűlési képviselővé választották. Ő lett az első női képviselő Magyarország történetében. 1922. február 16-án véget ért a parlamenti ülésszak, s ezzel egyelőre az ő képviselői pályafutása is megszakadt. A KNEP és az Országos Kisgazda- és Földműves Párt egyesüléséből ekkor létrejött Egységes Pártba már nem lépett be, inkább nőmozgalmával foglalkozott a továbbiakban. 1923-ban néhány társával együtt elhagyta a Szociális Missziótársulatot; és megalapították saját társulatukat, a Szociális Testvérek Társaságát.

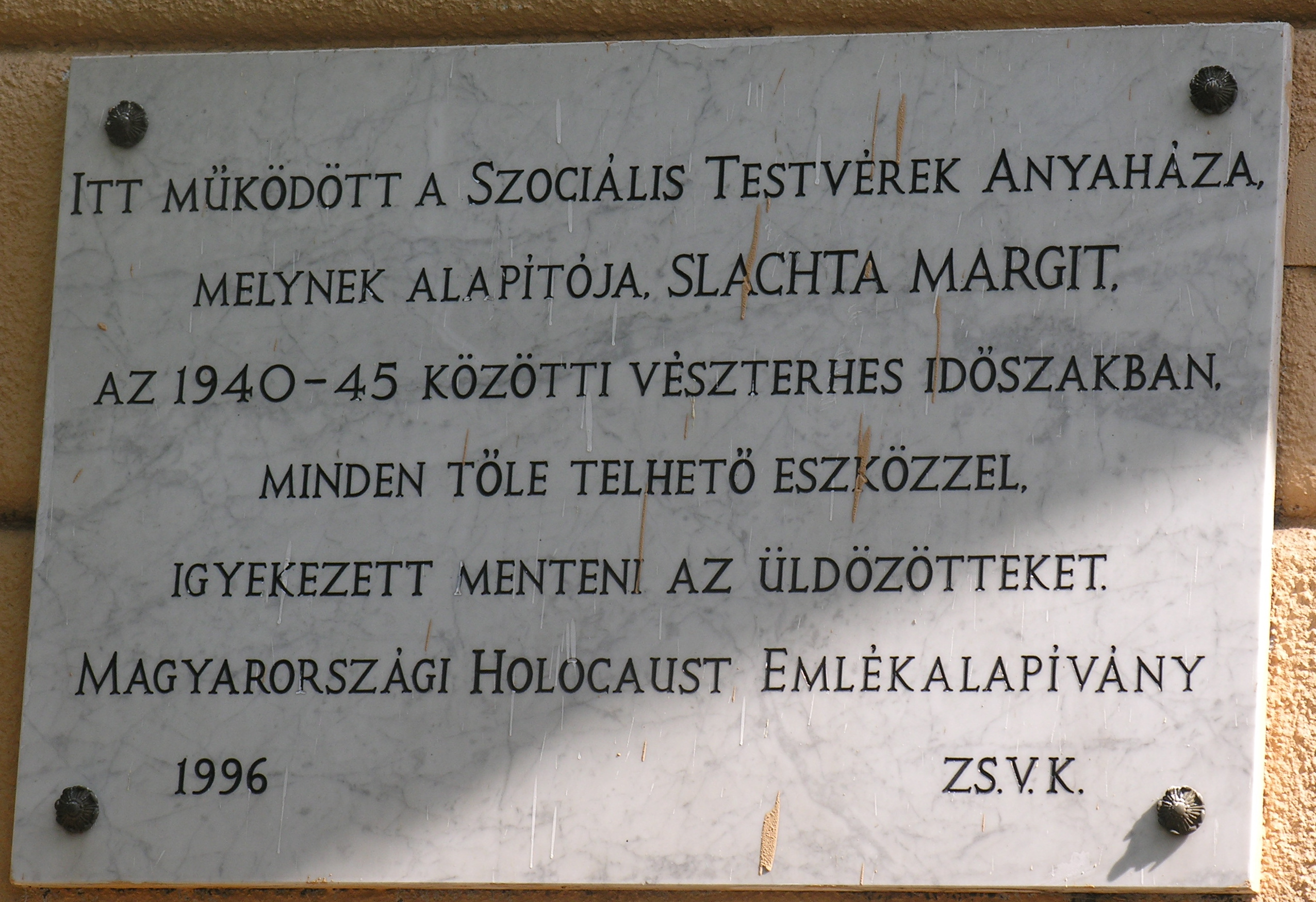
A Szociális Testvérek és Slachta Margit emléktáblája Budapesten, a Thököly út 69. szám alatt

1931-től a munkásnők szervezésén fáradozott. 1934-ben lapot indított A Lélek Szava címmel, amelyben több írása is megjelent. 1933-ban megalakította a Szentlélek Szövetséget, 1937. november 3-án megnyitotta a Katolikus Női Szociális Képző nevű szociális munkás-oktató intézetet.
1940. november 8-án a Keresztény Női Tábor nevében beadványt írt a munkaszolgálatosok érdekében. 1941 telén tiltakozott a kőrösmezei deportálás ellen. 1942-től az egész országban ún. világnézeti kurzusokat szervezett, hogy a keresztény értékrend közvetítésével ellensúlyozza a hitleri propagandát. Miután 1943. február 8-án Szlovákia bejelentette a „teljes zsidótlanítást”, Rómába utazott, hogy személyesen sürgesse XII. Piusz pápát a cselekvésre. Rendelkezése szerint a testvérek több rendházban is bújtattak üldözötteket, köztük Heltai Jenőt, Gyarmati Fannit, valamint Rusznyák Istvánt is. A mentésben való részvétel miatt halt vértanúhalált a társaság egyik tagja, a 2006-ban boldoggá avatott Salkaházi Sára.

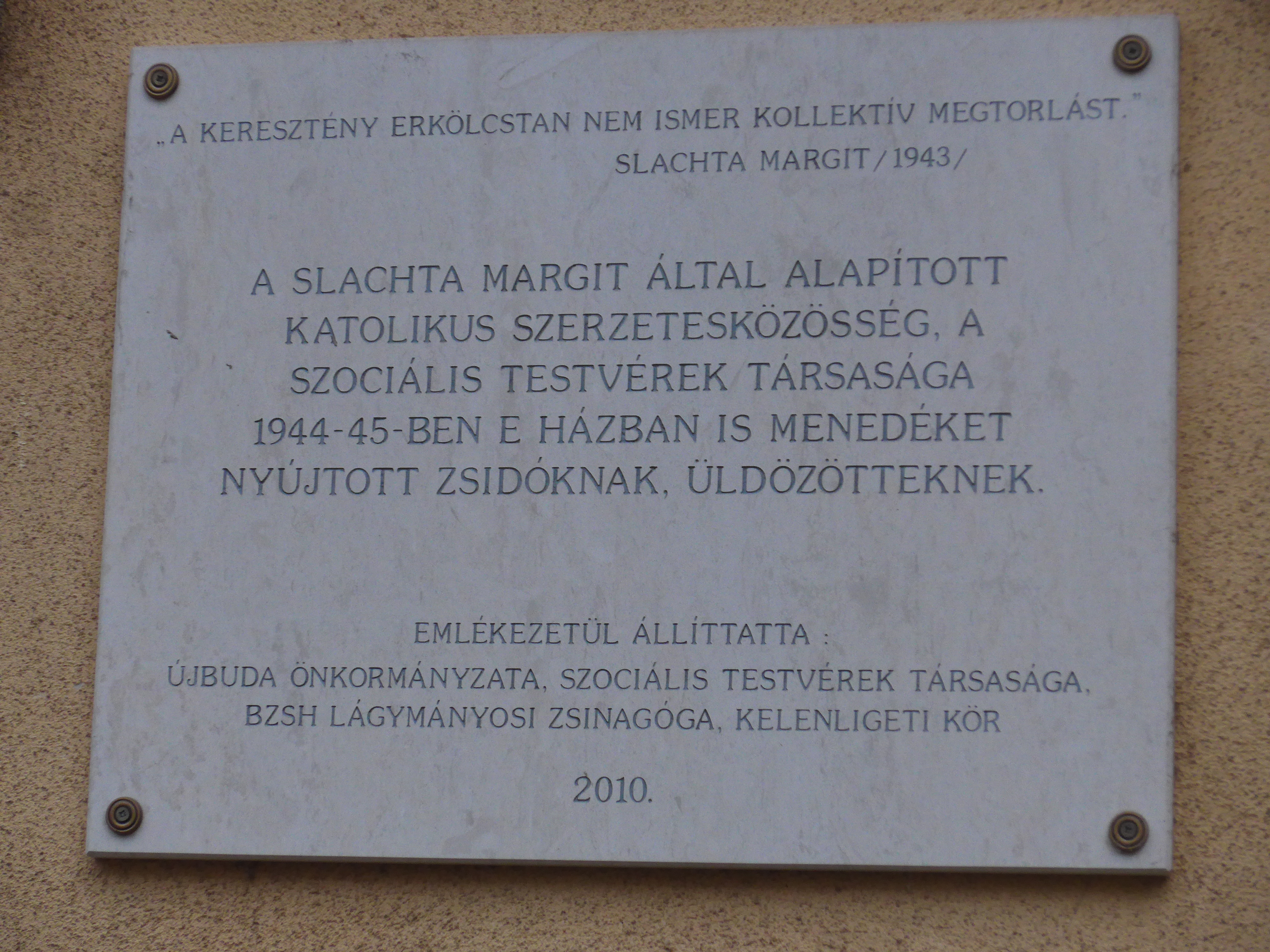
2010. május 12-én avatták a Szociális Testvérek Társasága és Slachta Margit-emléktáblát a 11. kerület Ulászló u. 15. ház falán

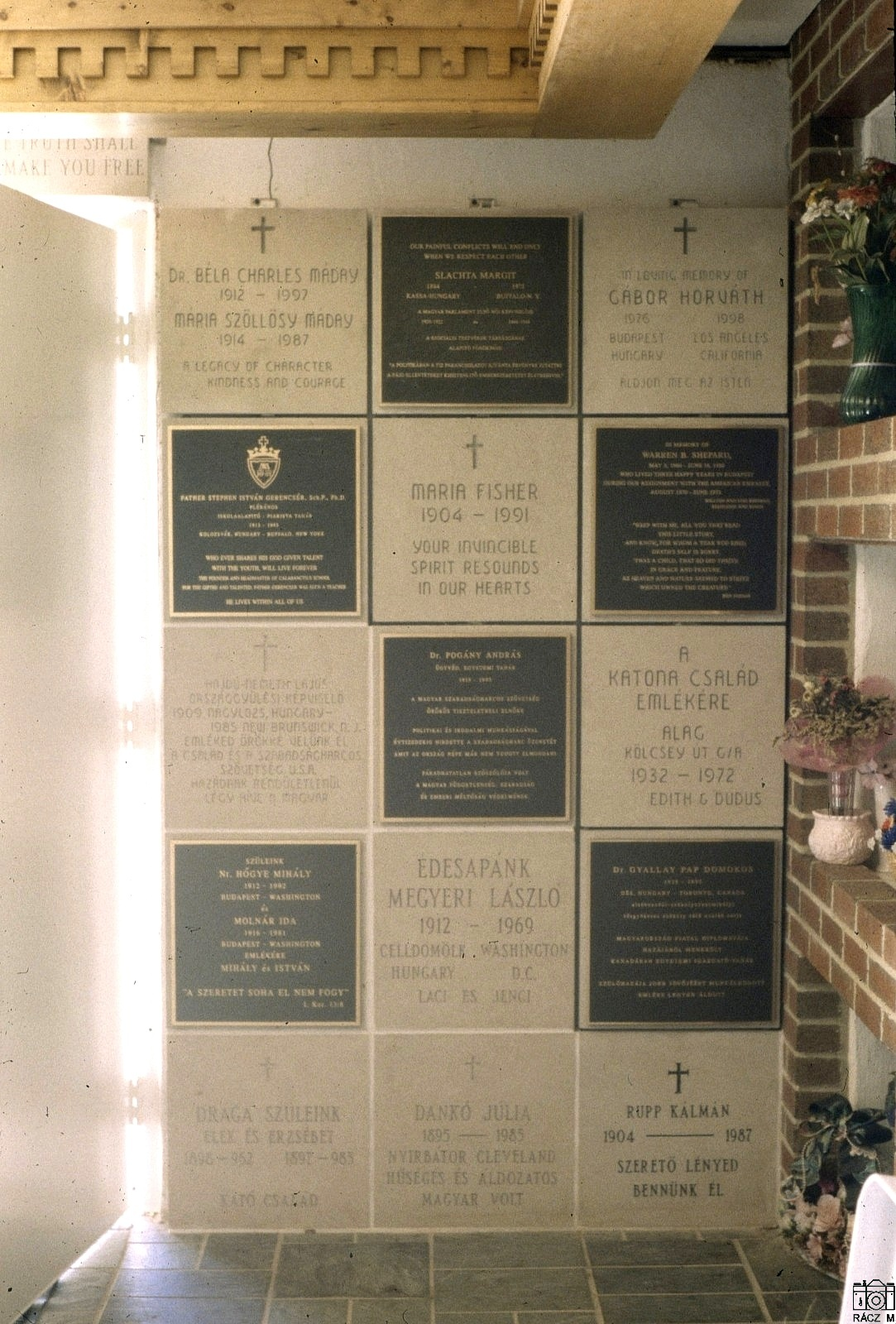
Emléktábla a Berkeley Springs-i Alba Regia-kápolna altemplomában (középen felül)

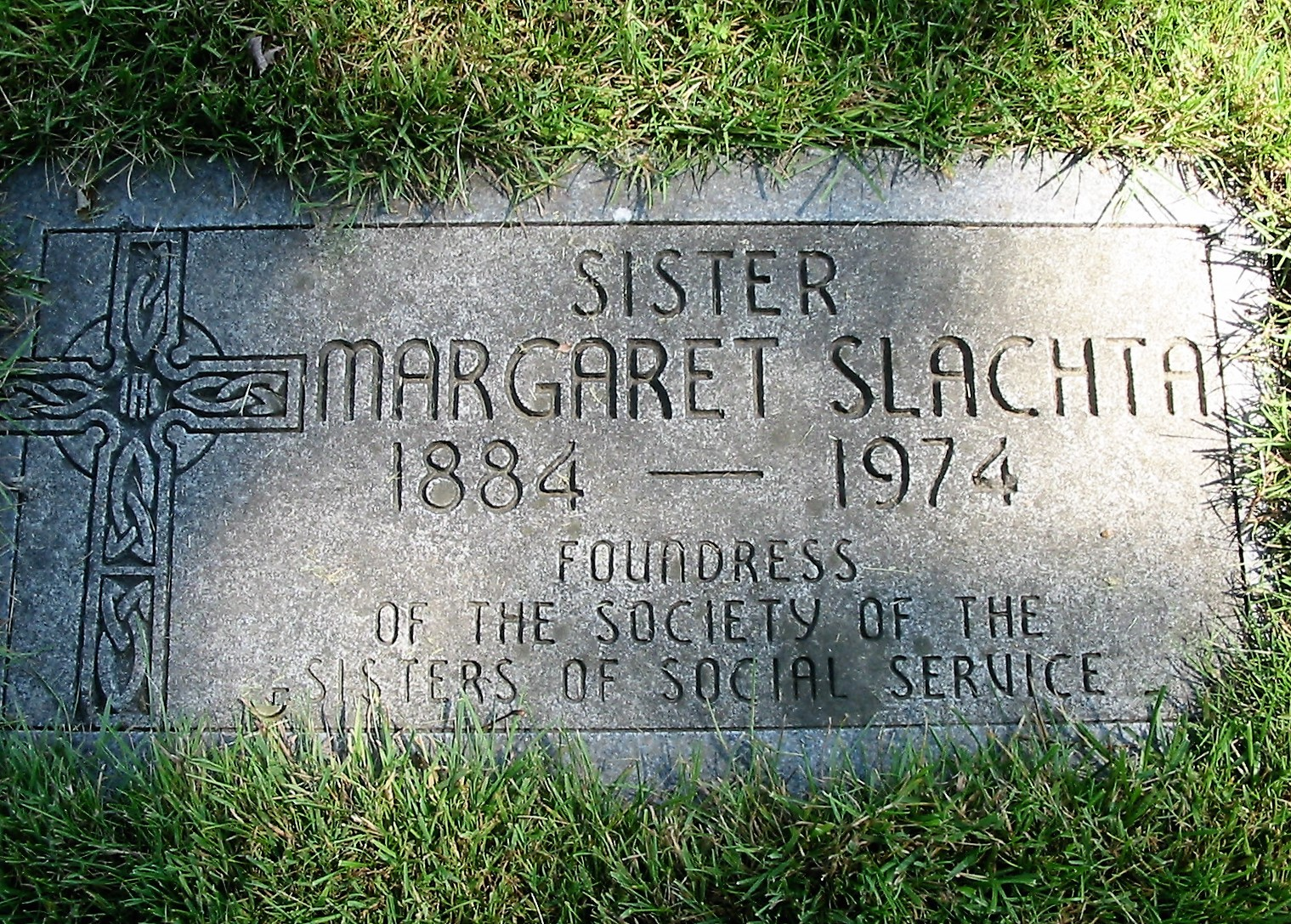
Slachta Margit sírköve 2009-ben a Lackawanna-i Szent Kereszt temetőben

Mozgalmát, a Keresztény Női Tábort 1944 júliusában a Sztójay-kormány betiltotta, ami az év végétől a Demokrata Néppárton (DNP) belül működött azonos néven tovább. A második világháborút követően a DNP-vel és a Polgári Demokrata Párttal (PDP) kötött hármas választási szövetség révén pártonkívüli jelöltként 1945-ben ismét nemzetgyűlési képviselő lett, ahol a parlament alakulásakor még csak ő és a választási szövetség listáján bejutott másik politikus, Szent-Iványi Sándor (a PDP elnöke) vagyis a 409 képviselőből mindössze ketten voltak csupán hivatalosan ellenzékiek, a kommunisták ténykedéseinek okán azonban az ellenzékiek száma hamar gyors növekedésnek indult.
Nőmozgalmát az 1947-es magyarországi országgyűlési választásra azonos néven önálló politikai párttá szervezte, amelynek első (és egyetlen) elnöke lett. A nagymértékű csalások ellenére is a Keresztény Női Tábor négy mandátumot nyert. 1947. október 28-án elhangzott parlamenti felszólalását kommunista nyomásra külpolitikai érdekeket sértőnek minősítették és ezért hatvan napra kizárták az Országgyűlésből. Utolsó felszólalását 1948. június 16-án tartotta az egyházi iskolák államosítása ellen. Amikor ez megtörtént (a törvényt elfogadták) a kormánypárti képviselők elénekelték a Himnuszt, amit ő ülve hallgatott végig. Ezért a mentelmi bizottság kétszer hat hónapra kitiltotta és mentelmi jogát is felfüggesztette, ami magyarországi politikusi pályája végét is jelentette.

### Emigrációban
Indulni akart az 1949-es magyarországi országgyűlési választáson is, de a letartóztatástól tartva végül csak a május 15-i szavazáson vett részt. Június 22-én éjjel két rendtársa  (Molnár Klementin és Palágyi Natália) kíséretében illegálisan Ausztriába távozott, majd szeptember 16-án Tóth Etelka álnéven az Amerikai Egyesült Államokba érkezett. Onnan Nemes Margit néven levelezett az itthon maradottakkal, illetve a Szabad Európa Rádióban Nemes Borbála néven szerepelt.
1951-ben, a hazatérés reményében visszajött Bécsbe, ahonnan, mivel hazatérése meghiúsult, 1953. május 5-én már igazi nevén az USA-ba utazott és végleg ott telepedett le. Az emigrációban is aktív maradt, megpróbált segíteni 56-os menekülteknek is. A Szociális Testvérek Társaságának egyik rendházában hunyt el, Buffalóban.
Tiszteletére az amerikai magyarok a nyugat-virginiai Berkeley Springsben, az Alba Regia-kápolna altemplomában emléktáblát állítottak.
Sírja eredetileg a New York állambeli Lackawanna (Buffalo-tól délre fekvő kisváros) Szent Kereszt temetőjében volt. Onnan 2021. október 26-án exhumálták, és földi maradványait Budapestre szállították. Ünnepélyes újratemetését 2021. december 7-én a Fiumei úti sírkertben Erdő Péter bíboros celebrálta.

## Díjai, elismerései
- 1969. február 18-án Izrael Állam a Világ Igaza kitüntetésben részesítette, és fát ültettek emlékére a Jad Vasem kertjében.[22]
- 1995. március 15-én ő és a Szociális Testvérek Társasága emlékérmet kapott a magyar kormánytól; május 7-én posztumusz a Magyar Köztársaság Bátorság Érdemjele kitüntető elismerésben részesítették.
- 2010. június 3-a óta Budapesten az Árpád híd és Margit híd közötti budai rakpart rész viseli nevét.
- 2021. április 29. óta szervezet is viseli nevét: Slachta Margit Nemzeti Szociálpolitikai Intézet
- 2021. december 7-én szülőhazájában ünnepélyes állami és egyházi újratemetésben részesült a Fiumei úti sírkertben.
- 2022 februárjában A legmodernebb magyar nő címmel kiállítást rendeztek tiszteletére a Terror Háza Múzeumban.[23][24]

## Művei
- Elkapott sugarak; Testvér-Szövetség, Budapest, 1928 (útiélmények az Egyesült Államokból)
- Elkapott sugarak; 2. bőv. kiad.; Testvér Szövetség, Budapest, 1928
- Captured sunbeams (Elkapott sugarak); Society of the Sisters of Social Service, Buffalo, 1980
- A puszták rejtekéből az élet centrumába; Testvérszövetség, Budapest, 1929
- From the hermitage of the desert to the center of life (A puszták rejtekéből az élet centrumába); Sisters of Social Service, Buffalo, 1973
- A Katholikus Női Szociális Képző; Szociális Testvérek Társasága, Budapest, 1938
- Pünkösdi tűz; fel.szerkesztő: Slachta M.; Szentlélek Szövetség, Budapest, 1944

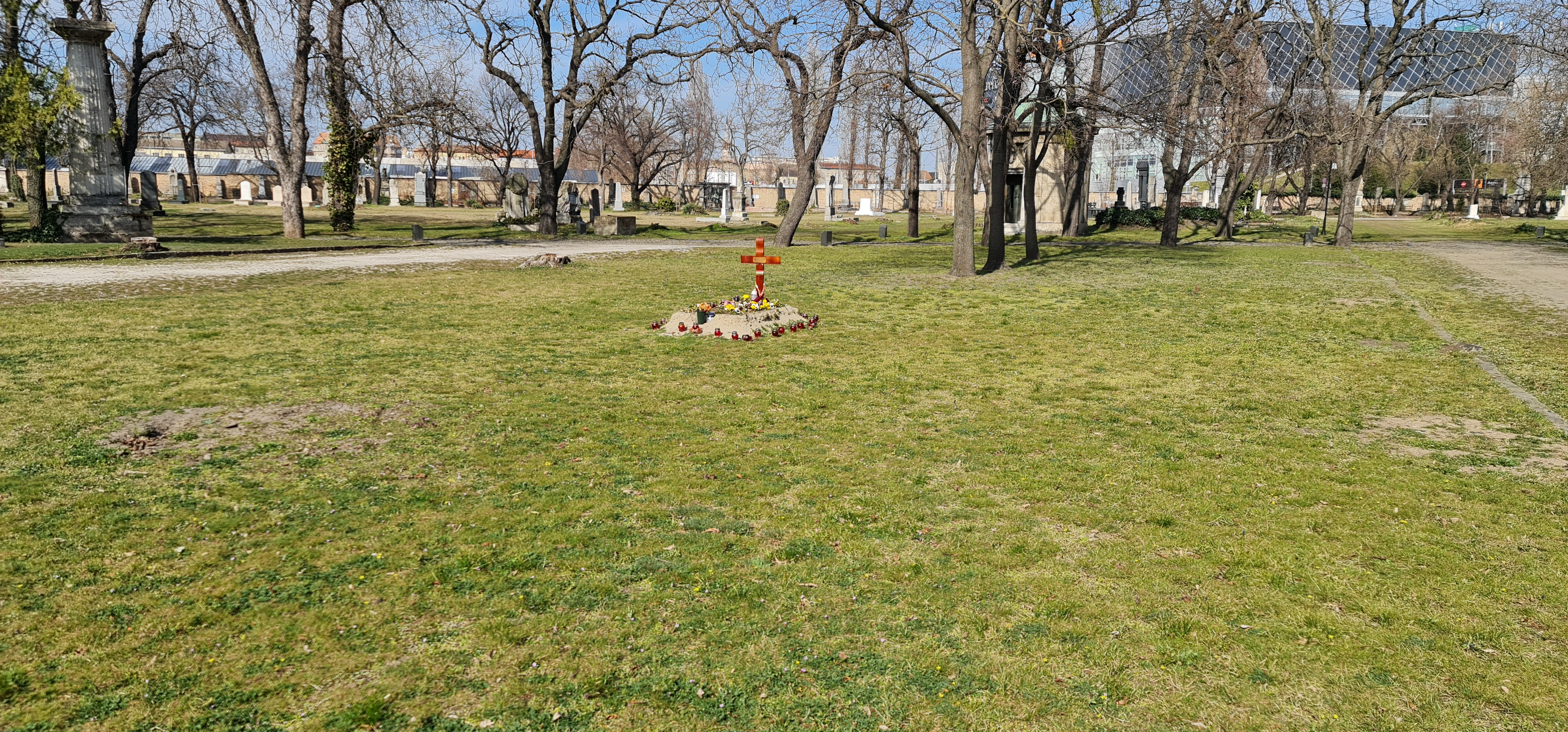
Slachta Margit nyughelye a Fiumei úti sírkertben.

- Slachta Margit nyughelye a Fiumei úti sírkertben.A megszentelő szeretet küldetésében. Kiadó: Szociális Testvérek Társasága Erdélyi Kerülete. Nyomda: Minerva. Kolozsvár, 1944
- In the mission of sanctifying love. Manuscipt. An anthology of the spiritual confrences given to the members of the society between 1933–1938; Sisters of Social Service, Tonawanda, 1973
- A megszentelő szeretet küldetésében. Válogatás Slachta Margit tanításaiból (szerk. Berkecz Franciska). Szociális Testvérek Társasága, Salkaházi S. Alapítvány, Budapest, 2019
- Sugárzó élet. Válogatás Slachta Margit testvér gondolataiból; vál. Söjtöry Ágota; Szociális Testvérek Társasága Magyarországi Kerülete, Budapest, 1993
- Slachta Margit beszédei a magyar parlamentben. (Szerk.: Petrás Éva – Schlachta Boglárka Lilla – Szabó Róbert): Gondolat Kiadó, 2021. ISBN 9789635562138. Online: